# Крістофано Аллорі
Крістофано Аллорі (італ. Cristofano Allori; 17 жовтня 1577, Флоренція — 1 квітня 1621, Флоренція) — італійський художник із Флоренції, представник перехідної доби від пізнього італійського маньєризму до раннього бароко.

## Життєпис
Народився в артистичній родині. Батько — популярний флорентійський художник стилю маньєризм Алессандро Аллорі (1535—1607). Перші художні навички отримав в майстерні у батька.
Флоренція 16 століття була під сильним впливом творчості маньєристів і сама була відомим в Західній Європі центром маньєризму. В місті працювала низка уславлених митців-маньєристів, серед яких архітектор Бартоломео Амманаті, скульптори Бенвенуто Челліні і Джованні да Болонья, художники Франческо Сальвіаті, Баччо Бандінеллі, Санті ді Тіто, Маттео Роселлі, Джорджо Вазарі.
Послідовником маньєристів Флоренції став і Крістофано Аллорі, але вже без їх універсальності. Кристофано представник пізнього маньєризму, коли флорентійські майстри відкрили для себе переваги венеційської школи живопису з її надзвичайними колористичними здобутками. Крістофано Аллорі поєднав висову культуру малюнку, що культивувалась у флорентійських майстрів, з зацікавленістю в яскравих фарбах. Він працював зосереджено і досить повільно. Коротий життєвий шлях і повільна праця обумовили невелику кількість творів, залишених Кристофано Аллорі. Починав він як майстер портрету, але не досягав віртуозності виконання як Франческо Сальвіаті, Аньоло Бронзіно чи Баччо Бандінеллі. Найбільше був зосереджений на створенні біблійних картин. Частка творів несе впливи художньої манери Санті ді Тіто, а також Грегоріо Пагані, у якого запозичив зображення важких, коштовних тканин. Творча манера митця повільно еволюціонувала в бік реалізму і раннього бароко. Звідси сильне бічне освітлення і яскраві локальні фарби, майстрами яких були численні італійські та іноземні караваджисти.

## Вибрані твори

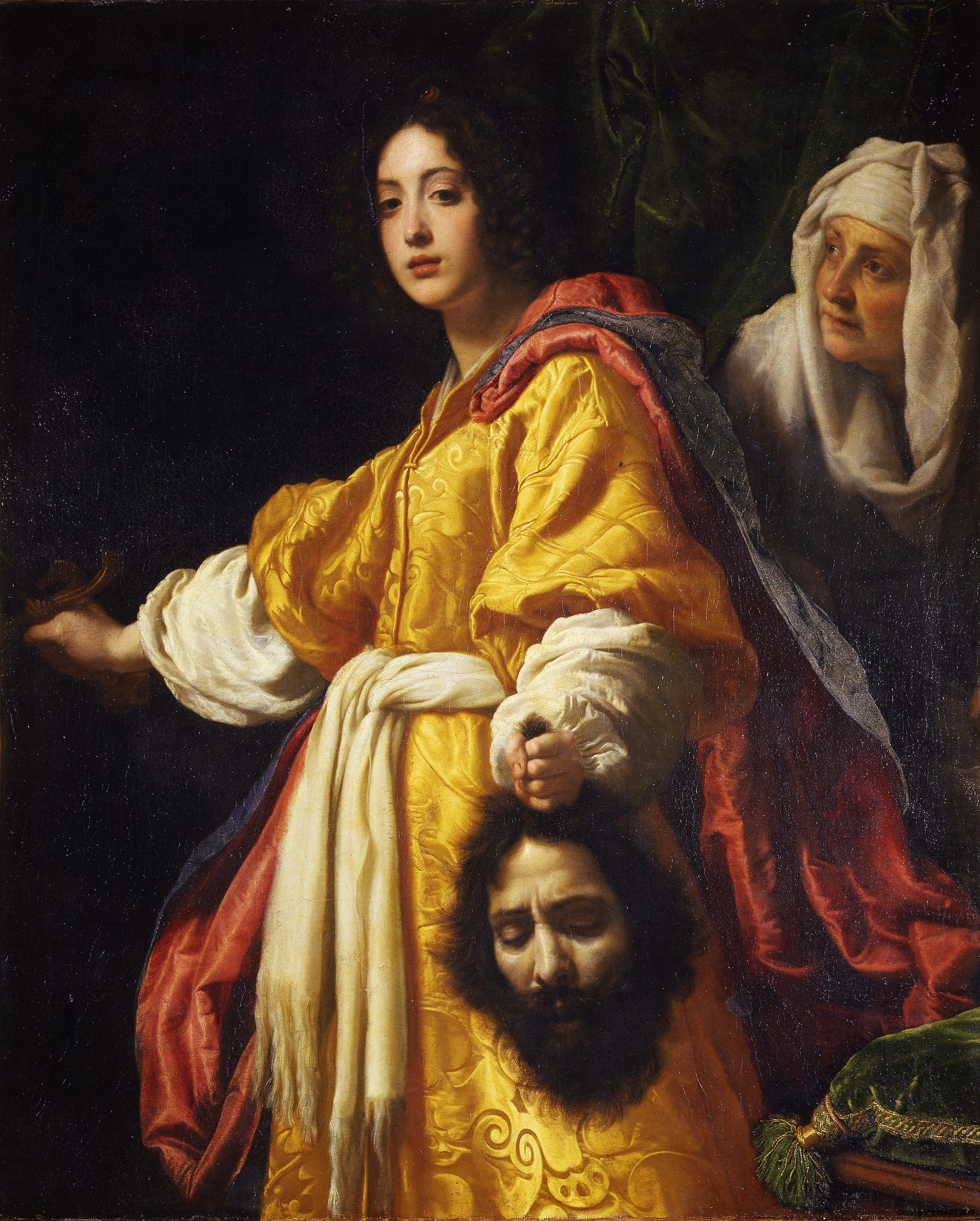
"Юдита з головою Олоферна і служницею ", Палаццо Пітті, Флоренція

- «Вечеря в Еммаусі», Палаццо Пітті, Флоренція
- «Святий Франциск Ассізький», Галерея Боргезе, Рим
- «Давид і Голіаф», Уффіці, Флоренція
- «Автопортрет», Уффіці, Флоренція
- «Марія Магдалина в пустелі», Палаццо Пітті, Флоренція
- «Мадонна з немовлям», Палаццо Пітті, Флоренція
- «Портрет Джулії Гонзага», Палаццо Пітті, Флоренція
- «Портрет графа Уго Тосканського», Уффіці, Флоренція
- «Магдалена Австрійська, дружина Козімо II Медічі», Палаццо Пітті, Флоренція
- «Козімо II Медічі, герцог Тосканський», Музей натюрмортів, вілла Поджо а Кайно, Флоренція
- «Юдита з головою Олоферна і служницею», Палаццо Пітті, Флоренція
- «Сусанна і старці», Уффіці, Флоренція
- «Портрет молодика», Уффіці, Флоренція
- «Блаженний Манетто зцілює німого», церква Сантіссіма Аннунціана, Флоренція
- «Мучеництво Св. Стефана», Уффіці, Флоренція
- «Портрет невідомого», Уффіці, Флоренція
- «Товій і янгол», Ермітаж, Санкт-Петербург
- «Христина ді Лорена», Прадо, Мадрид
- «Невідома пані з шляхетної родини», Уффіці, Флоренція
- «Іван Хреститель в пустелі», Палаццо Пітті, Флоренція

## Галерея

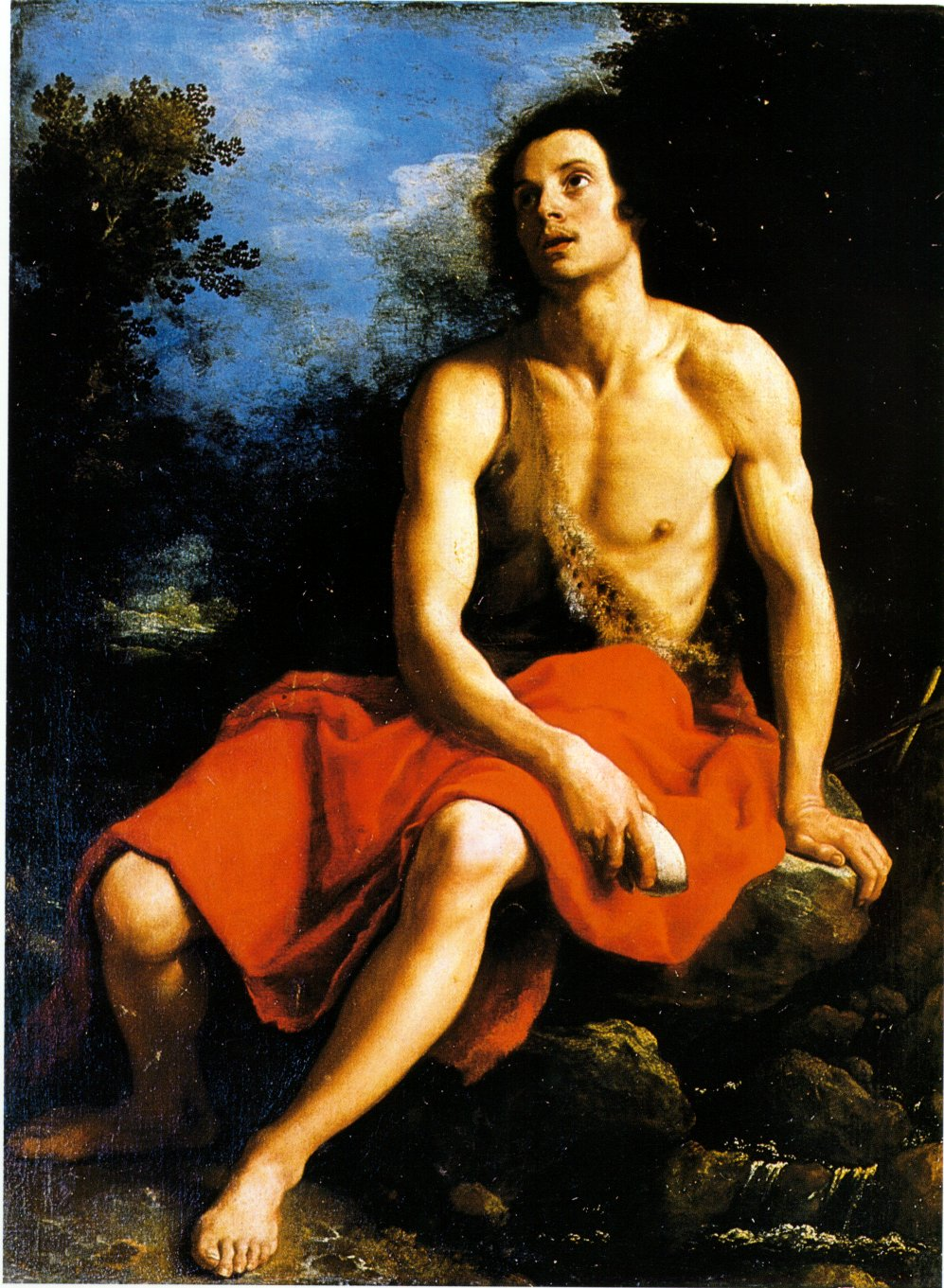
«Іван Хреститель в пустелі», Палаццо Пітті, Флоренція
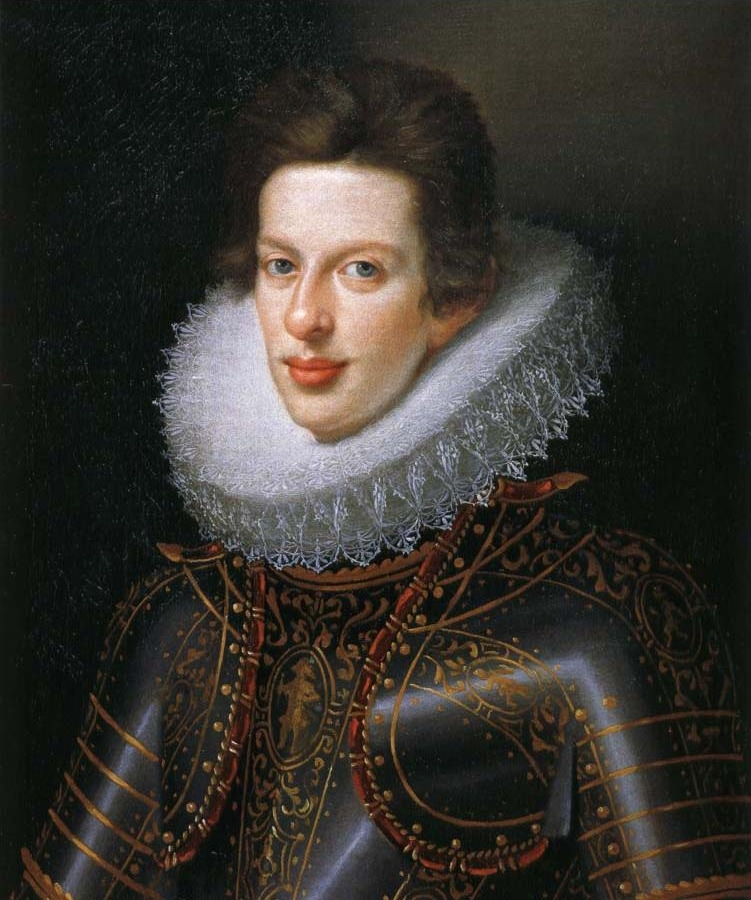
«Козімо II Медічі»
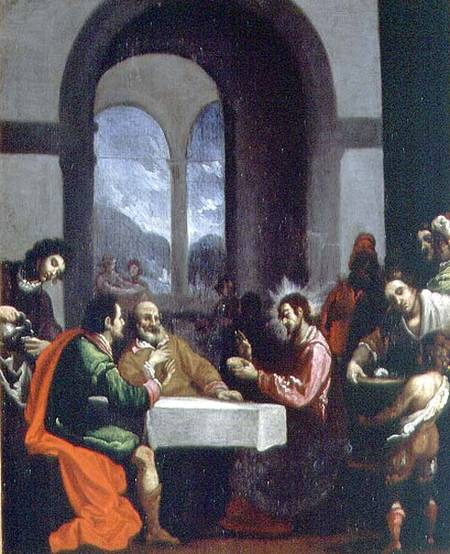
«Вечеря в Еммаусі», Палаццо Пітті, Флоренція
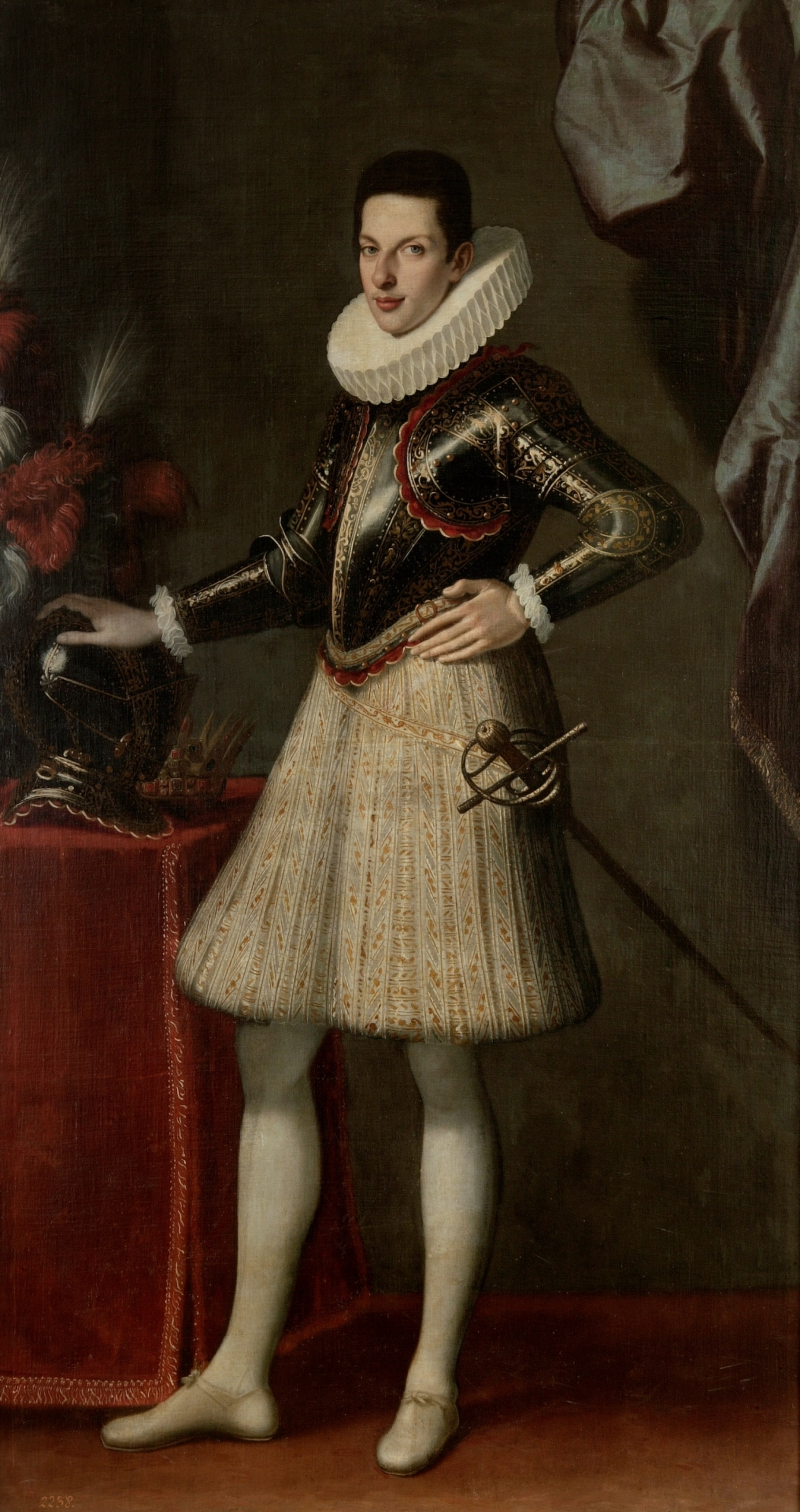
«Козімо II Медічі, герцог Тосканський »
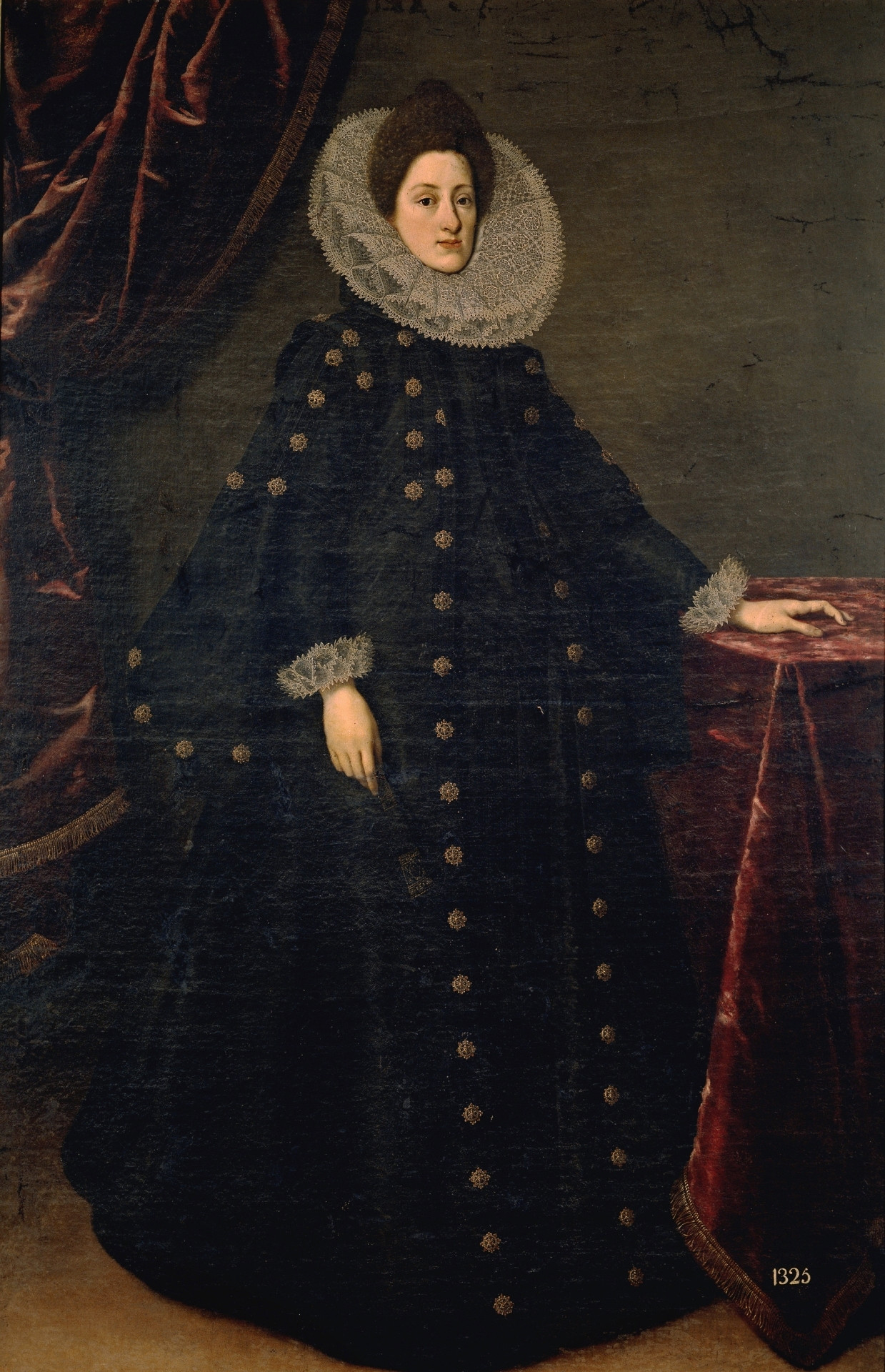
«Христина ді Лорена», Прадо, Мадрид